# Kurilski otoci
Kurilski otoci u ruskoj Sahalinskoj oblasti su otočje koje čine vulkanski otoci. Otočje se proteže otprilike 1.300 km (700 milja) na sjeveroistok od Hokkaidō u Japanu do Kamčatke u Rusiji, te razdvaja Ohotsko more od sjevernog dijela Tihog oceana. Postoji ukupno 56 otoka i mnogo više grebena.
Na Kurilskim otocima danas živi otprilike 16.800 stanovnika.